# Skær (Serratula)
 For alternative betydninger, se Skær (flertydig). (Se også artikler, som begynder med Skær)
Skær (Serratula) er en planteslægt, som tilhører Kurvblomst-familien (Asteraceae). Det er flerårige, urteagtige planter med en opret vækst. Bladene er spredtstillede med dybt indskårne flige og hel rand. Blomsterne er samlet i endestillede kurve, som ligner dem hos knopurt. Alle arterne i denne slægt hører hjemme i Eurasien. Kun én art, den nedennævnte engskær, er vildt voksende, omend sjælden, i Danmark.
Flere af arterne indeholder apigenin, luteolin, quercetin, andre flavonoider og ecdysteroider.
| Beskrevne arter |

- Engskær (Serratula tinctoria)

| Andre arter |

| - Serratula alata - Serratula alatavica - Serratula algida - Serratula angulata - Serratula aphyllopoda - Serratula cardunculus - Serratula centauroides - Serratula chanetii - Serratula chartacea - Serratula chinensis - Serratula coriacea - Serratula coronata - Serratula cupuliformis - Serratula dissecta - Serratula dshungarica - Serratula erucifolia | - Serratula forrestii - Serratula hastifolia - Serratula kirghisorum - Serratula lancifolia - Serratula lyratifolia - Serratula marginata - Serratula polycephala - Serratula procumbens - Serratula rugulosa - Serratula salsa - Serratula scordium - Serratula sogdiana - Serratula strangulata - Serratula suffruticosa - Serratula tilesii |